# Incidente internacional
Um incidente internacional é uma ação ou conflito que aparenta ser relativamente pequeno ou limitado, e que pode resultar em uma disputa mais ampla entre dois ou mais Estados-nações. Os incidentes internacionais podem surgir a partir de ações imprevistas envolvendo cidadãos, autoridades do governo, ou unidades armadas de um ou mais Estados-nações, ou de uma deliberada, mas com pequenas ações provocativas por agentes de espionagem ou por terroristas contra outro Estado-nação.
Um incidente internacional geralmente surge durante uma época de relativa paz entre Estados-nações, e em geral é, superficialmente, um evento inesperado. Os conflitos que se desenvolvem a partir de uma série de escaramuças entre os Estados-nação em geral não são considerados incidentes internacionais, no entanto, ações terroristas podem e muitas vezes se tornam incidentes internacionais. No entanto, visões históricas de incidentes internacionais passados muitas vezes revelam que o incidente foi o estopim de um conflito latente entre os Estados-nações, ou organizações contrária ao Estados-nação.
Guerras foram muitas vezes provocadas por incidentes internacionais, e os esforços diplomáticos para evitar que esses incidentes se transformem em conflitos armados em larga escala, muitas vezes têm sido infrutíferos.
O termo também é aplicado a vários incidentes que podem perturbar o comércio internacional; e para celebridades ou outras pessoas famosas que cometem gafes ou agem de forma inadequada, fazendo com que a imprensa e, por vezes, os governos, critiquem suas ações.